# Ulica Oleandry w Krakowie
Ulica Oleandry – ulica w Krakowie, w dzielnicy V Krowodrza, pomiędzy al. 3 Maja i ul. W. Reymonta, na Czarnej Wsi. Ma długość ok. 430 m.

## Nazwa ulicy
Geneza słowa „Oleandry” nie jest jasna. Jedna z hipotez wiąże nazwę z krzewami oleandrów, które rosły w szpalerze podczas wystawy w 1912 roku, inna wywodzi Oleandry od słowa „olędry”, którym określano zarośla nadrzeczne w pobliżu kościoła Norbertanek. To jednak przypuszczenie nie ma potwierdzenia w źródłach. Kolejna wiąże słowo z żartobliwym określeniem „oleandry”, którego używano wobec porastających okolicę dzisiejszej ulicy krzewów wikliny.
Ulica swoją nazwę, na cześć teatrzyku i toczących się tutaj wydarzeń, otrzymała w 1932 a powstała kilka lat wcześniej.

## Historia
Na terenie pomiędzy dzisiejszą ulicą a aleją Adama Mickiewicza znajdował się, zbudowany ok. 1866 Bastion I ½ „Na Piasku”, obiekt austriackiej Twierdzy Kraków. Wyburzony został w początkach XX wieku, po opuszczeniu przez austriacką armię i wykupieniu dawnych umocnień przez Miasto.
W 1912 zorganizowano na tym terenie Wystawę Architektury i Wnętrz w Otoczeniu Ogrodowym. Wówczas został wzniesiony teatr ogródkowy „Oleandry” (albo „Pod oleandry”), nazwany tak prawdopodobnie przez Leona Wyrwicza. Później, pod sam koniec swojego istnienia, zyskał nazwę „Bagatela”, przejętą potem przez teatr na rogu ulic Karmelickiej i Krupniczej.
Na Oleandrach, z młodzieży, członków polskich towarzystw kulturalnych i sportowych, Józef Piłsudski uformował w sierpniu 1914 r. I Kompanię Kadrową, która miała kwaterę w budynku dawnego teatru i stąd wymaszerowała 4 sierpnia w stronę Kielc, obalając po drodze słupy graniczne w Michałowicach. Liczyła nieco ponad 140 żołnierzy i stanowiła zalążek późniejszego Wojska Polskiego, pierwszy regularny oddział polskiego wojska od czasu zakończenia powstania styczniowego. 
Dla upamiętnienia tych wydarzeń imieniem Oleandrów nazwano jedną z warszawskich ulic.

## Zabudowa
Ulica zabudowana jest wyłącznie gmachami użyteczności publicznej z których kilka wzniesiono w okresie międzywojennym.
- ul. Oleandry 1 (al. 3 Maja 5) – Dom studencki im. Prezydenta Mościckiego, proj. Wacław Krzyżanowski (1924), przekształcony w Hotel Studencki „Żaczek” oraz Studenckie Centrum Kultury Rotunda
- ul. Oleandry 2 (al. 3 Maja 7) – Dom im. Józefa Piłsudskiego, proj. Adolf Szyszko-Bohusz i Stefan Strojek (1928), na którym w 1988 odsłonięto kompozycję rzeźbiarską autorstwa Antoniego Kostrzewy, przedstawiającą Piłsudskiego, buławę marszałkowską, orła legionowego i dwa karabiny z datą 6 sierpnia 1914.
- ul. Oleandry 2a – dawne Collegium Geologicum UJ, w latach 1962-2017 było siedzibą Instytut Nauk Geologicznych UJ[8]; od 2019 budynek ten zajmuje Instytutu Bliskiego i Dalekiego Wschodu UJ.
- ul. Oleandry 3 (al. Mickiewicza 22) – Biblioteka Jagiellońska (nowy budynek i główne wejście).
- ul. Oleandry 4 – Miejski Dom Wycieczkowy, proj. Edward Kreisler (1922), od 1959 schronisko Polskiego Towarzystwa Schronisk Młodzieżowych.

Przy ulicy znajdują się także budynki Uniwersytetu Rolniczego i Uniwersytetu Pedagogicznego.

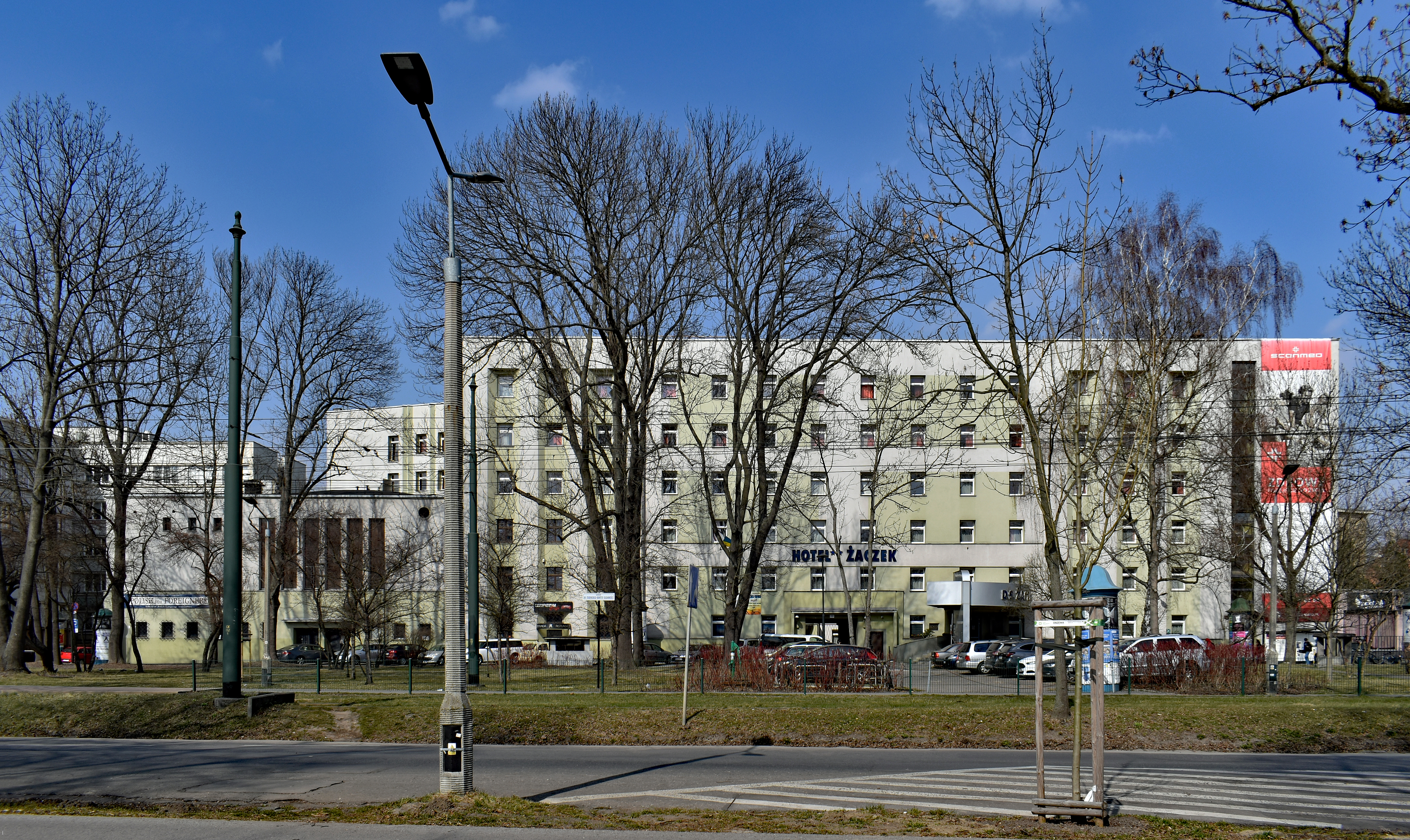
ul. Oleandry 1 DS Żaczek i Rotunda
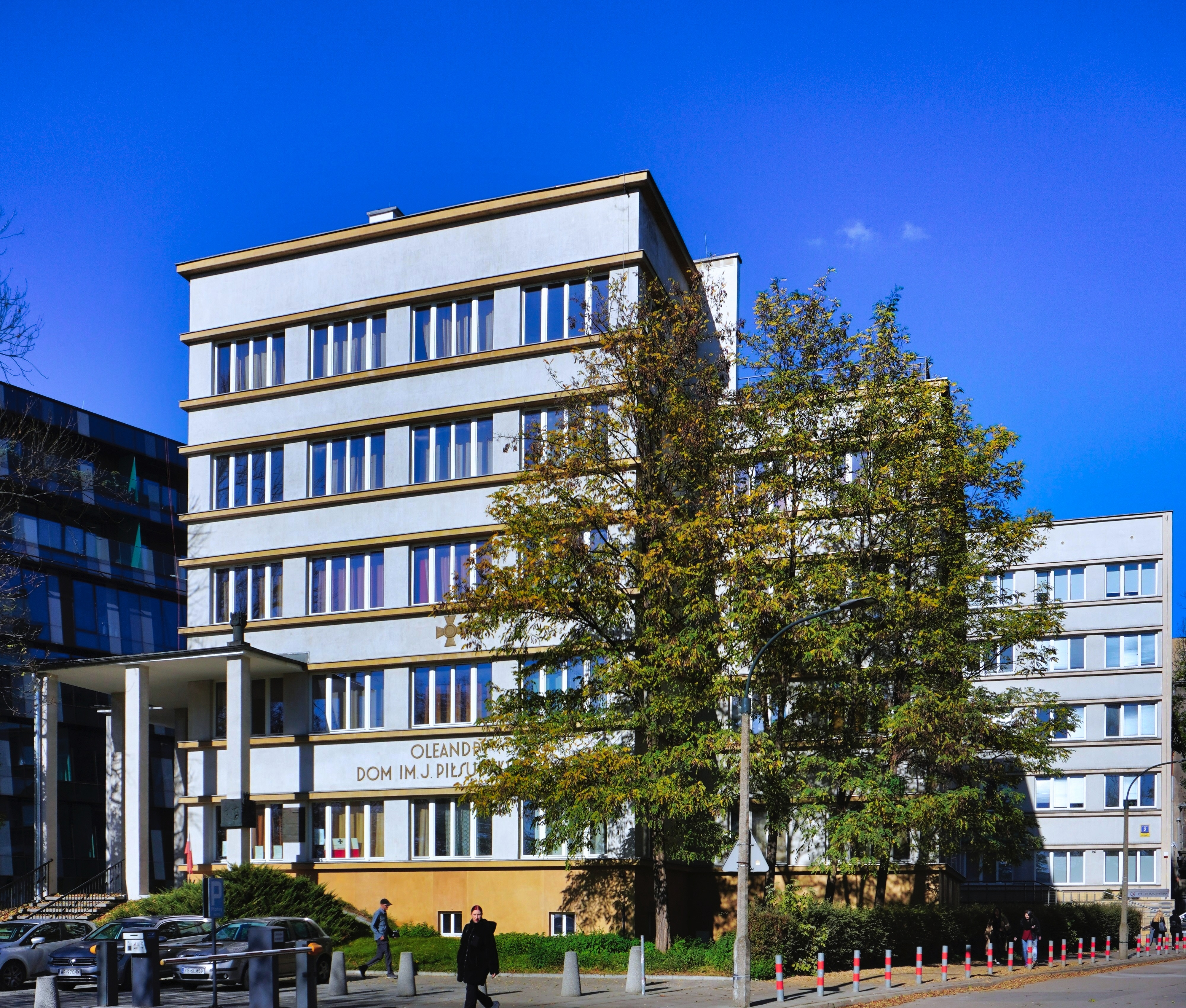
ul. Oleandry 2 Dom im. Józefa Piłsudskiego
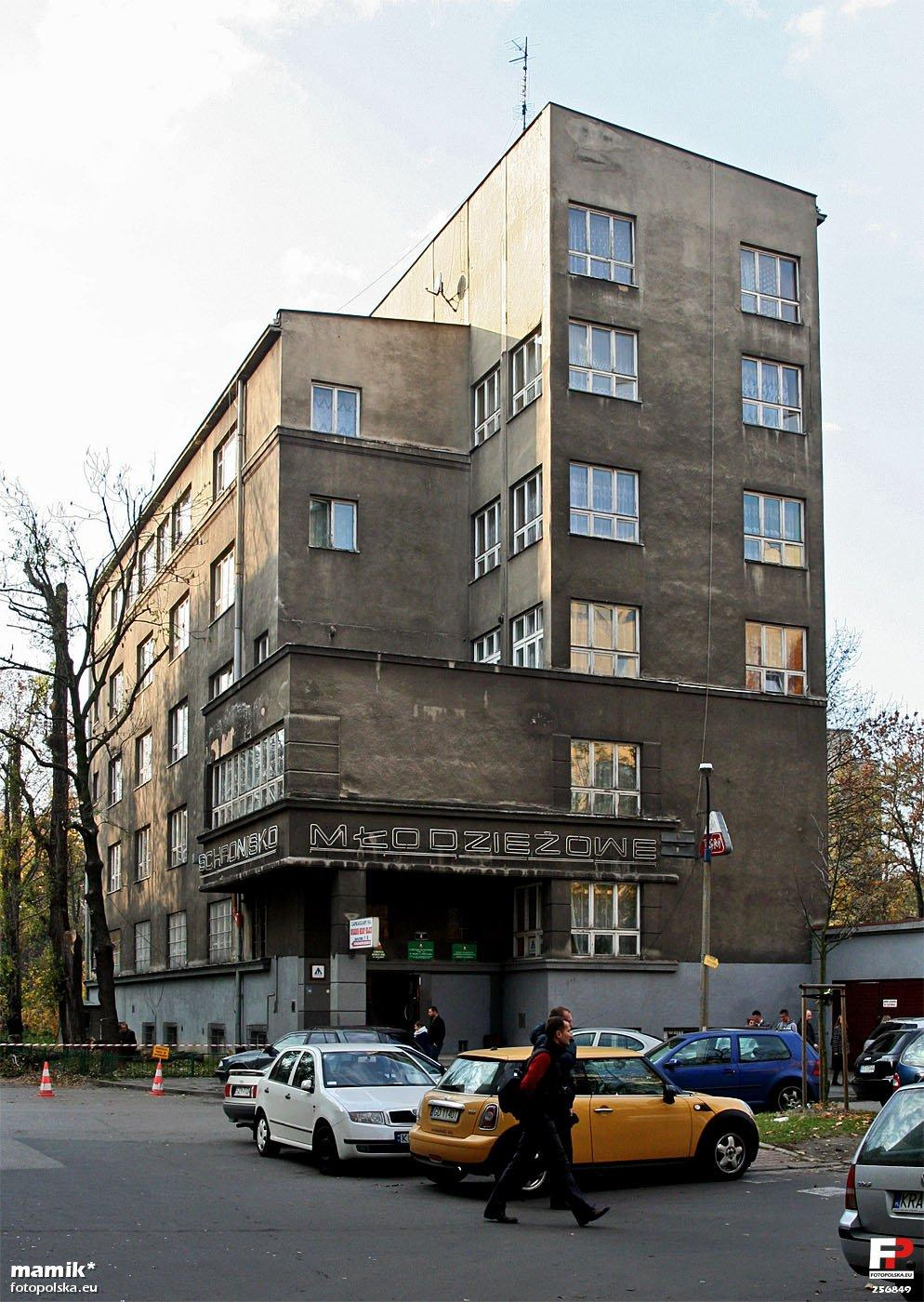
ul. Oleandry 4 Dom Wycieczkowy